# A Day in the Life
A Day in the Life a tizenharmadik, egyben utolsó dal a The Beatles 1967-ben megjelent Sgt. Pepper’s Lonely Hearts Club Band című albumáról. Szerzői John Lennon és Paul McCartney voltak.
Lennon szövegét főként kortárs újságcikkek ihlették, köztük egy jelentés a Guinness-rekorder Tara Browne haláláról . A felvétel két olyan zenekari glissandót tartalmaz , amelyeket részben avantgárd stílusban improvizáltak . A dal középső szegmensében McCartney felidézi fiatalabb éveit, amelyek közé tartozott a buszozás, a dohányzás és a tanulmányok. A második crescendo után a dal több mint negyven másodpercig tartó, több billentyűzeten lejátszott akkorddal zárul. A befejező akkord az egyik leghíresebb a zenetörténetben.
Az "I'd love to turn you on" (Szeretnélek felizgatni) sorban található kábítószerre való állítólagos hivatkozás azt eredményezte, hogy a dalt kezdetben betiltotta a BBC.

## Közreműködött
- John Lennon – ének, akusztikus gitár, zongora
- Paul McCartney – ének, zongora, basszusgitár
- George Harrison – maracas
- Ringo Starr – dob, konga, zongora

Az együttes tagjain kívül még számtalan zenész vett részt a dalt felvételein.

## Külső hivatkozások
- Dalszöveg Archiválva 2021. május 22-i dátummal a Wayback Machine-ben
- YouTube